# Don Robertson
Donald Irwin Robertson  (Bijing, 5 de diciembre de 1922-California, 16 de marzo de 2015) fue un compositor y pianista estadounidense, especializado en la country y el género popular. Fue incluido en el Salón de la Fama de Compositores de Nashville en 1972. Como intérprete, consiguió un gran éxito con "The Happy Whistler" en 1956 y que llegó a ser el número 6 en las listas americanas y el ocho en la UK Singles Chart. Vendió más de un millón de copias, y por el que recibió un disco de Oro.
Aunque fue contratado por  Capitol en el momento de su mayor hit, Robertson posteriormente firmó un contrato de grabación con  RCA Victor. Compuso junto a Hal Blair, muchos éxitos para otros músicos, incluyendo Elvis Presley que grabó más de una docena de canciones de Robertson, cinco de las cuales aparecieron en numerosas películas de Presley. Murió en 2015.

## Sus canciones más conocidas
- "Anything That's Part of You" (interpretada por Elvis Presley)
- "Does My Ring Hurt Your Finger" (interpretada por Doris Clement y John Crutchfield)
- "Born to Be with You" (interpretada por The Chordettes)
- "Hummingbird" (interpretada por Les Paul and Mary Ford y Frankie Laine)
- "I Can't Seem To Say Goodbye" (interpretada por Jerry Lee Lewis, Jean Shepard, Hawkshaw Hawkins)
- "I Don't Hurt Anymore" (con Walter E. Rollins), (interpretada por Hank Snow, Jerry Lee Lewis)
- "I Love You More and More Every Day" (interpretada por Al Martino)
- "I Met Her Today" (con Hal Blair), (interpretada por Elvis Presley)
- "I'm Counting On You" (interpretada por Elvis Presley)
- "I Really Don't Want to Know" (con Howard Barnes), (interpretada por Les Paul and Mary Ford, Tommy Edwards, y Elvis Presley)
- "Love Me Tonight" (interpretada por Elvis Presley)
- "Ninety Miles an Hour (Down a Dead End Street)" (con Hal Blair), (interpretada por Hank Snow)
- "No More" (basada en la canción "La Paloma", coescrita con Hal Blair, (interpretada por Elvis Presley)
- "Not One Minute More" (con Hal Blair), (interpretada por Della Reese)
- "Please Help Me, I'm Falling" (con Hal Blair), (interpretada por Hank Locklin)
- "Ringo" (con Hal Blair), (interpretada por Lorne Greene)
- "Stand In" (with Hal Blair), (interpretada por el propio Don Robertson and Jim Reeves)
- "Starting Today" (interpretada por Elvis Presley)
- "There's Always Me" (interpretada por Elvis Presley and Jim Reeves)
- "They Remind Me Too Much of You" (interpretada por Elvis Presley)
- "What Now, What Next, Where To (con Hal Blair), (interpretada por Elvis Presley)
- "You're Free to Go" (con Lou Herscher) (interpretada por Carl Smith)